# Gruta do Mistério da Silveira
A Gruta do Mistério da Silveira I é uma gruta portuguesa localizada na freguesia de São João, concelho das Lajes do Pico, ilha do Pico, arquipélago dos Açores.
Esta cavidade apresenta uma geomorfologia de origem vulcânica em forma de tubo de lava, localizado de encosta com erupção histórica ocorrida em 1720. Apresenta uma altura máxima de 3.6 m e uma largura também máxima de 9,38 m.